# Ines Zenke

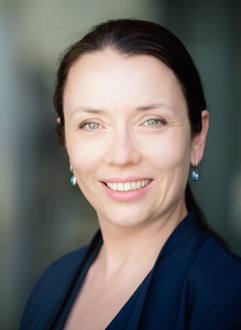
Ines Zenke (2021)

Ines Zenke (* 1971) ist eine deutsche Juristin mit Schwerpunkt im Energierecht. Seit 2021 ist sie Präsidentin des Wirtschaftsforums der SPD.

## Leben
Ines Zenke studierte von 1990 bis 1995 Rechtswissenschaften an der Humboldt-Universität zu Berlin und wurde 1998 im Energierecht zur verfassungs- und europarechtlichen Zulässigkeit von staatlich gesetzten Marktzutrittsschranken promoviert. Seit 1995 ist sie bei der Wirtschaftskanzlei Becker Büttner Held in Berlin tätig, im Jahr 2002 wurde sie Partnerin der Kanzlei. Sie ist seit 1999 Rechtsanwältin und seit 2011 Fachanwältin für Verwaltungsrecht.

## Tätigkeit
Ines Zenke ist Honorarprofessorin an der Hochschule für nachhaltige Entwicklung Eberswalde im Lehrgebiet Infrastrukturrecht und -management. Sie übt regelmäßig Sachverständigentätigkeit im Bundestag aus, z. B. zur Gesetzesinitiative Energiewirtschaftsgesetz 2003, Finanz-Markt-Richtlinie-Umsetzungsgesetz 2007, Treibhausgasemissionshandelsgesetz 2011, Kapitalanlagegesetzbuch 2013, zu Carbon Leakage 2021 und zur Novelle der Verwaltungsgerichtsordnung für bedeutende Infrastrukturvorhaben 2023. Im Jahr 2015 wurde sie Gründungsmitglied und Vizepräsidentin des Wirtschaftsforums der SPD, in dem sie für die vier Fachforen Energie und Klima, Kommunales, Mobilität und Infrastruktur sowie Ressourcen und Nachhaltigkeit verantwortlich war. Im November 2021 wurde sie zur neuen Präsidentin des Wirtschaftsforums gewählt. In die Kommission zur Überprüfung der Finanzierung des Kernenergieausstiegs (KFK) ist sie 2015 als eines von 19 ordentlichen Mitgliedern berufen worden. Seit 2022 ist Ines Zenke stellvertretende Vorsitzende des Aufsichtsrats der Uniper SE und seit 2023 Mitglied des Aufsichtsrats der frischli Milchwerke GmbH.

## Auszeichnungen
Im Ranking des Handelsblattes und des US-Verlags Best Lawyers wurde Ines Zenke als eine von „Deutschlands besten Anwälten“ 2017 bis 2024 im Energierecht ausgezeichnet. Im Kanzleihandbuch Legal 500 Deutschland (2016/17 und 2021–2023) wird sie im Bereich Regulierungsrecht/Energiesektor hervorgehoben. JUVE, Handbuch Wirtschaftskanzleien (2015 bis 2022) führt sie als „häufig empfohlene Anwältin für Energierecht“, der Kanzleimonitor (2017/2018) als „empfohlene Rechtsanwältin für den Bereich Energierecht“.

## Veröffentlichungen
- mit Ralf Schäfer, Holger Brocke (Hrsg.): Corporate Governance, Risikomanagement, Organisation, Compliance für Unternehmer. 3. Auflage, Berlin 2025.
- mit Michael Frenzel, Matthias Machnig (Hrsg.): Postcoronomics. Neue Ideen für Markt, Staat und Unternehmen. Bonn 2021.
- mit Stefan Wollschläger, Jost Eder (Hrsg.): Energiepreise. Von der Kalkulation bis zur Abrechnung von Preisen für Strom, Gas, Fernwärme, Wasser und CO₂. 2. Auflage, Berlin 2021.
- mit Ralf Schäfer, Holger Brocke (Hrsg.): Corporate Governance, Risikomanagement, Organisation, Compliance für Unternehmer. 2. Auflage, Berlin 2020.
- mit Ralf Schäfer: Energiehandel in Europa. 4. Auflage, München 2017.
- mit Miriam Vollmer (Hrsg.): Anlagenplanung, Anlagenbau, Anlagenbetrieb für Unternehmen. Berlin 2016.
- mit Stefan Wollschläger, Jost Eder (Hrsg.): Preise und Preisgestaltung in der Energiewirtschaft. Berlin 2015.
- mit Ralf Schäfer, Holger Brocke (Hrsg.): Risikomanagement, Organisation, Compliance für Unternehmer. Berlin 2015.
- mit Thomas Fuhr: Handel mit CO2-Zertifikaten. Ein Leitfaden. München 2006.
- mit Stefanie Neveling, Bernhard Lokau: Konzentration in der Energiewirtschaft. Politische und rechtliche Fusionskontrolle. München 2005.
- mit Christian Theobald: Grundlagen der Strom- und Gasdurchleitung. Die aktuellen Rechtsprobleme. München 2001.
- Genehmigungszwänge im liberalisierten Energiemarkt. Eine Studie über § 3 EnWG 1998 (§ 5 EnWG 1935) unter Berücksichtigung des Europäischen Rechts. Berlin/Baden-Baden 1998.